# 中国農工民主党

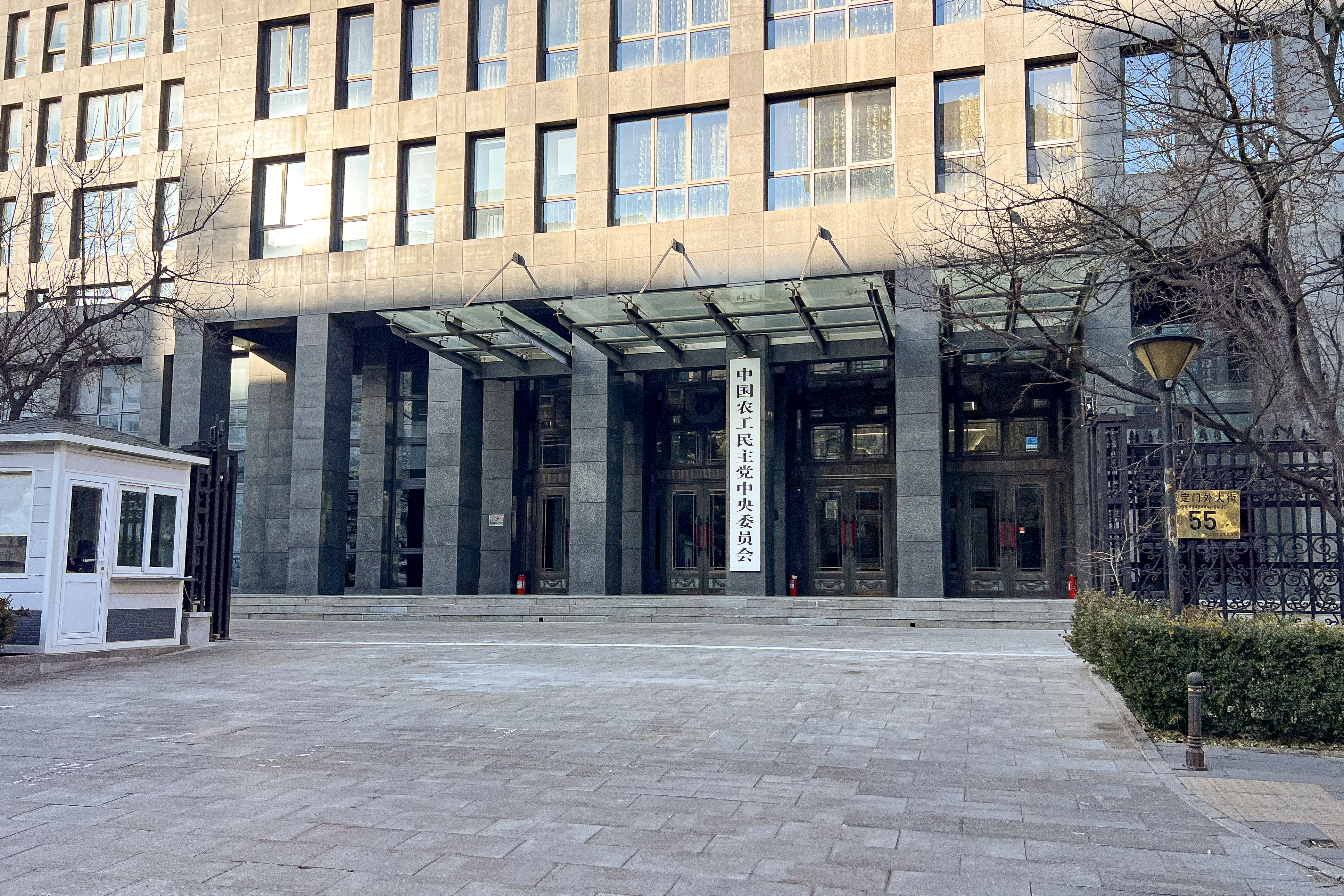
本部の入口の様子

中国農工民主党（ちゅうごくのうこうみんしゅとう）は、中華人民共和国の民主党派（衛星政党）の一つ。略称は農工党。
1930年8月に成立した中国国民党臨時行動委員会が源流。結党当時の指導者（中央幹事会総幹事）は鄧演達。蔣介石、共産党の両方に反対を唱えたため「第三党」と呼ばれた。
1941年3月の中国民主政団同盟（後の中国民主同盟）設立に参加、「三党三派」と呼ばれる民主政団同盟の構成メンバーとなる。
1947年2月に党名を中国農工民主党に変更。
現在の党員数は約7万4千人。中央委員会主席は蔣正華。
「農工」と党名にあるが、主な支持基盤は医学、薬学、衛生学、科学技術、文化、教育界の知識人であり、農業、工業は支持母体ではない。